# Гнєзділов Ігор Євгенович
Ігор Євгенович Гнєзділов (нар. 23 липня 1973, Харків, Українська РСР) — український актор кіно, телебачення та дубляжу, телеведучий.

## Життєпис

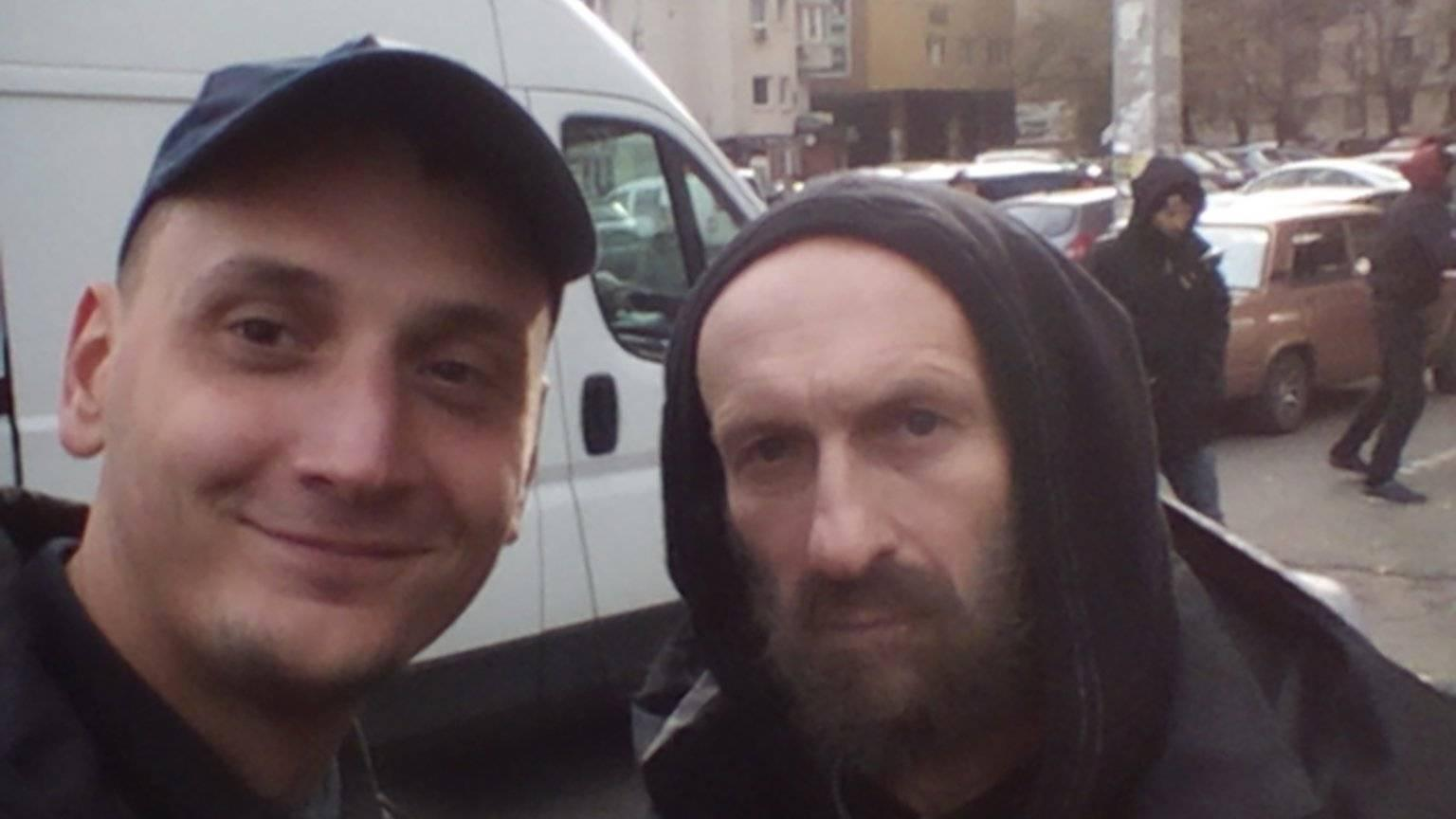
«Дефективи»

Закінчив акторський факультет Харківського державного інституту мистецтв. 
Також Ігор Гнєзділов закінчив режисерський факультет Київського державного інституту театрального мистецтва імені Івана Карпенка-Карого.
Як кіноактор Ігор Гнєзділов дебютував у 1992 році в українському серіалі «Тарас Шевченко. Заповіт».
У 1996—1998 роках ведучий, разом з Олексієм Горбуновим, програми «Нічний будильник» на телеканалі «Інтер». 

## Фільмографія
- 2024 — «Будинок "Слово": Нескінчений роман» — прибиральник будинку
- 2019 — «Серце матері» — епізод
- 2019 — «Кріпосна» — Яків, керуючий в маєтку Червінських
- 2018 — «У минулого в боргу» — бандит
- 2018 — «Ангеліна» — епізод
- 2018 — «Дефективи» — Степанович
- 2017 — «Шлях крізь сніги» — Худий
- 2017 — «Перший хлопець на селі» — Гришка-рогоносець
- 2017 — «Благі наміри» — картяр
- 2016 — «Чудо за розкладом» — епізод
- 2016 — «Центральна лікарня» — епізод
- 2016 — «Між коханням та ненавистю» — браконьєр
- 2016 — «Улюблена вчителька» — ув'язнений'
- 2016 — «Заміж після всіх» — Михалич
- 2016 — «Жінка його мрії» — Сеня
- 2016 — «Недотуркані» — Павло Денисович Бірюк, головна роль
- 2016 — «Громадянин Ніхто» — немає в титрах
- 2016 — «СуперКопи» — Зюзін[1]
- 2015 — «Щоб побачити веселку, треба пережити дощ» — Максим Максимович, експерт
- 2015-2019 — «Пес» — Кінь
- 2015 — «За законами воєнного часу» — сусід Федоренко
- 2015 — «Офіцерські дружини» — Пташук
- 2015 — «Особистий інтерес» — Колян
- 2015 — «Два плюс два» — сусід по палаті
- 2015 — «Закохані жінки» — продавець
- 2014 — «Дізнайся мене, якщо зможеш» — зек
- 2014 — «Пляж» — епізод
- 2014 — «СишИшШоу» — дільничний[1]
- 2014 — «Перелітні птахи» — Фарід
- 2014 — «Небезпечне кохання» — Юрій Деменчук
- 2014 — «Особиста справа» — Андрій Іванович Василенко, безхатько
- 2014 — «Пограбування по-жіночому» — Руслан Олегович
- 2014 — «Мажор» — свідок
- 2014 — «Лабіринти долі» — продавець автомобіля
- 2013 — «Я - Ангіна!» — Вадим Малофєєв
- 2013 — «Шулер» — Лапа
- 2013 — «Шеф поліції» — Міша Молдаванин
- 2013 — «Спецзагін „Шторм“» — епізод
- 2013 — «Поводир» — керівник вибухових робіт
- 2013 — «Звичайна справа» — міліціонер
- 2013 — «Метелики» — шофер
- 2013 — «Ломбард» — міліціонер
- 2013 — «Два Івани» — епізод
- 2013 — «Без права на вибір» — начальник складу
- 2012 — «Порох і дріб» — Конюхов
- 2012 — «Польська Сибіріада» — Стьопа Барабанов
- 2012 — «Перевертень в погонах» — наркоторговець Айболить
- 2012 — «Особисте життя слідчого Савельєва» — Валентин Віталійович Сухоруков'
- 2012 — «Лист очікування» — Джем
- 2012 — «Історії графомана» — графоман
- 2012 — «Захисниця» — Василь Фролов
- 2012 — «Ангели війни» — Куниця[2]
- 2011 — «Ящики Пандори» — таксист
- 2011 — «Я тебе ніколи не забуду» — Дрібний
- 2011 — «Пончик Люся» — охоронець Льоня
- 2011 — «Кульбаба» — Гном
- 2011 — «Якось на Новий рік» — Борис Наумович Назарян
- 2011 — «Медове кохання» — Руслан Піскунов
- 2011 — «Матч» — Бордик
- 2011 — «Маленька танцівниця»
- 2011 — «Доставити за будь-яку ціну» — Широков
- 2011 — «Повернення Мухтара-7» — Міледін, бандит
- 2011 — «Весна в грудні» — Сухов
- 2011 — «Балада про Бомбера» — Федір
- 2010 — «Трава під снігом» — Алік'
- 2010 — «Віра, Надія, Любов» — епізод
- 2010 — «Брат за брата» — Гирін
- 2009 — «Третього не дано» — Данцев
- 2009 — «Територія краси» — епізод
- 2009 — «Горобини грона червоні» — епізодСиплий
- 2009 — «Втеча з „Нового життя”» — Шмига
- 2009 — «Полювання на Вервольфа» — німецький офіцер
- 2009 — «Дот» — Гюнтер
- 2009 — «1941» — поліцай
- 2008 — «Роман вихідного дня» — Володимир
- 2008 — «Приватне акціонерне товариство» — Корєнастий
- 2008 — «Непоодинокі» — вантажник
- 2008 — «Чоловік для життя, або На шлюб не претендую» — Жорик
- 2008 — «Мільйон від Діда Мороза»
- 2008 — «Зачароване кохання» — мєнт
- 2008 — «Заповіт ночі» — писец
- 2008 — «Дорогі діти» — приятель Горба
- 2008 — «Владика Андрей» — гауптштурмфюрер
- 2007 — «Психопатка» — Кудлай
- 2007 — «Мовчун» — дантист Плаксін
- 2007 — «Місяць-Одесса» — Рудик
- 2007 — «Повернення Мухтара-4» — бандит
- 2007 — «Ситуація 202» — Вано
- 2006 — «Утьосов. Пісня довжиною в життя» — епізод
- 2006 — «Театр приречених» — епізод
- 2006 — «Пригоди Вєрки Сердючки»
- 2006 — «Перше правило королеви» — епізод
- 2006 — «Золоті хлопці-2» — Сучков
- 2006 — «За все тобі дякую-2» — Едуард
- 2006 — «Жіноча робота з ризиком для життя» — Ніконов
- 2006 — «Дурдом» — Георгій Ілліч
- 2006 — «Дев'ять життів Нестора Махно» — Тимофій Лашкевич
- 2006 — «Все включено» — людина в ломбарді
- 2006 — «Леся+Рома. Не наїжджай на Діда Мороза!» — Дід Мороз[1]
- 2006 — «Вовчиця» — дільничний
- 2005 — «Навіжена» — Жаткін
- 2005 — «Королева бензоколонки-2» — епізод
- 2005 — «За все тобі дякую» — епізод
- 2005 — «Другий фронт» — німецький лейтенант
- 2005 — «Братство» — Кашинець
- 2004 — «Залізна сотня» — кіномеханік
- 2003 — «Снігове кохання, або Сон у зимову ніч» — епізод
- 2003 — «Житлово-експлуатаційна комедія» — Дворжек, професор
- 2003 — «Весела компанія» — Рудольф
- 2002 — «Ледарі» — епізод
- 2001 — «День народження Буржуя-2» — епізод
- 1997 — «Пристрасть» — епізод
- 1992—1997 — «Тарас Шевченко. Заповіт» — Кашинець, перекладач